# 148 f.Kr.

## Händelser

### Efter plats

#### Romerska republiken
- Sedan Andriskos har blivit besegrad i slaget vid Pydna av Quintus Caecilius Metellus erkänns Makedonien som en romersk provins under namnet Macedonia två år senare.
- Vägen Via Postumia, som sammanlänkar Aquileia med Genua, byggs.
- Publius Cornelius Scipio Aemilianus delar upp Numidien mellan den nyligen avlidne Masinissas tre söner.

## Avlidna
- Masinissa, numidisk kung.